# 裙杯瓢蜡蝉属
裙杯瓢蜡蝉属（学名：Phusta）是杯瓢蜡蝉科下的一个属。

## 下属物种
本属包括以下物种：
- 丹裙杯瓢蜡蝉 Phusta dantela Gnezdilov, 2008